# باربي (الأردين)
باربي هي بلدية فرنسية تقع في إقليم الأردين في منطقة غراند إيست. 

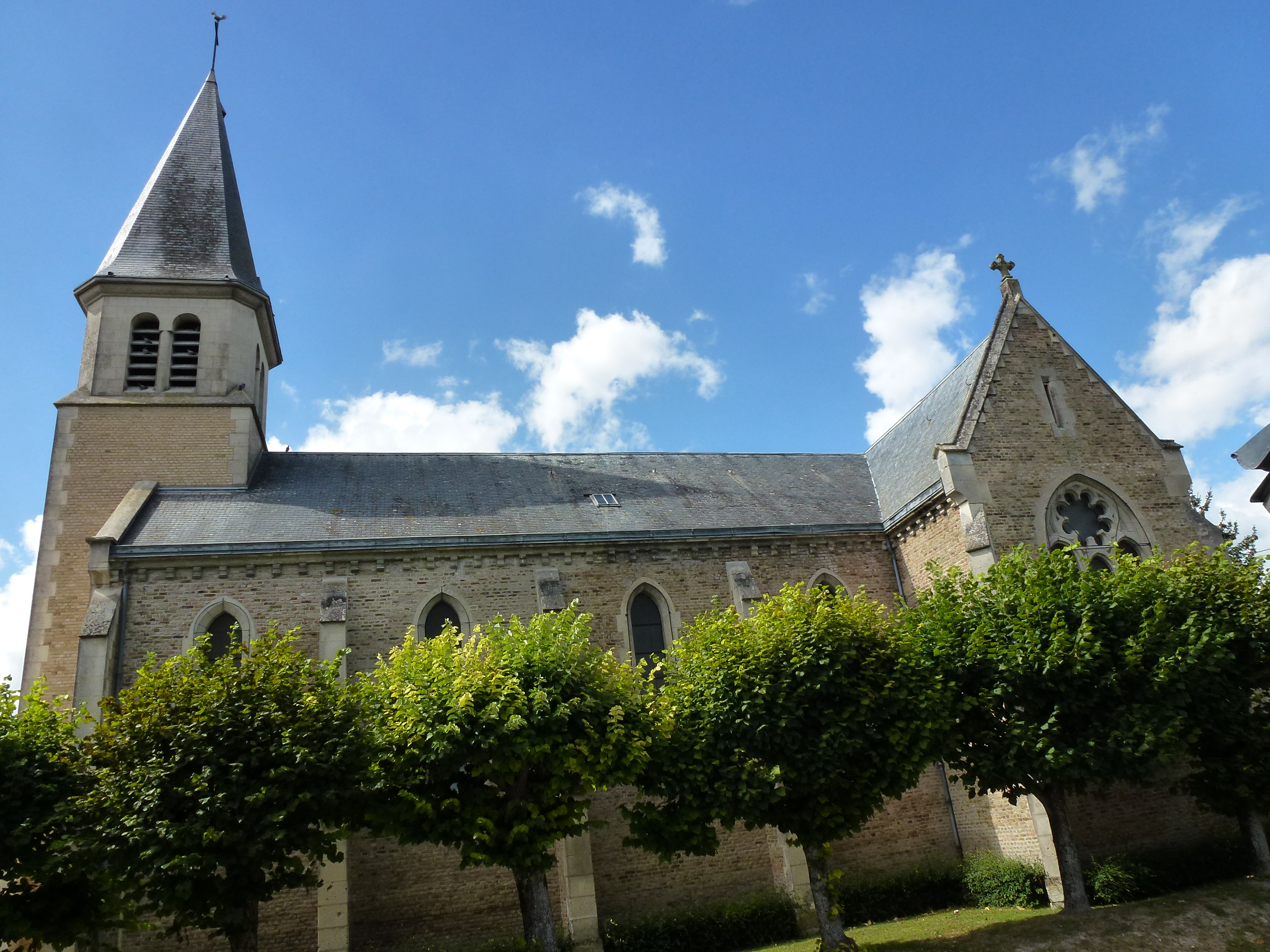
كنيسة القديس جان بابتيست.